# Vidua togoensis
La vedova del paradiso del Togo (Vidua togoensis (Grote, 1923)) è un uccello della famiglia dei Viduidi.

## Etimologia
Il nome scientifico della specie, togoensis, è un chiaro riferimento all'areale di distribuzione, così come il suo nome comune.

## Descrizione

### Dimensioni
Misura 12,5 cm di lunghezza, per circa 20 g di peso: i maschi in amore, grazie alle penne caudali, raggiungono i 40–43 cm di lunghezza.

### Aspetto
Si tratta di uccelli dall'aspetto robusto ma slanciato, muniti di testa arrotondata, becco conico tozzo e forte, ali appuntite e coda squadrata: nel complesso, questi uccelli somigliano molto alla congenere e affine vedova del paradiso comune, dalla quale differiscono per le penne caudali dei maschi in amore, lunghe quasi tre volte il corpo.
Durante il periodo degli amori, il piumaggio presenta un evidente dicromatismo sessuale, mentre all'infuori di esso i due sessi presentano livrea piuttosto simile.

Il maschio in amore presenta testa e gola di colore nero lucido, così come neri sono dorso, ali, codione e sottocoda: la coda, anch'essa nera, presenta dopo la muta del periodo degli amori le due rettrici esterne lunghe circa il triplo del corpo e dalla forma appuntita, mentre le due centrali sono di forma ellissoidale e munite di lunghe setole. Nuca, lati del collo e petto si presentano di color nocciola-ramato (più tendente al dorato nell'area nucale), mentre scapole, ventre e fianchi sono di colore bianco.

Le femmine e i maschi in eclissi presentano invece livrea molto sobria e mimetica, con guance, gola, petto e ventre di colore grigio-biancastro, fronte, vertice, ali e dorso di colore grigio-bruno, copritrici, remiganti e coda più scure (le prime due con orlo chiaro), con presenza di bande longitudinali più scure anche sulle singole penne dell'area dorsale (nonché su quelle delle scapole, che sono del colore più chiaro tipico invece dell'area ventrale), oltre che di due strisce longitudinali cefaliche, una che forma un "sopracciglio" sopra l'occhio ed una che dal lato del becco attraversa l'occhio raggiungendo l'orecchio.
In ambedue i sessi gli occhi sono di colore bruno scuro, mentre le zampe ed il becco sono di colore carnicino nella femmina e nerastro nel maschio.

## Biologia
Si tratta di uccelli diurni e gregari, che all'infuori del periodo riproduttivo si riuniscono in stormi anche consistenti, spesso in commistione con varie specie di ploceidi ed estrildidi, passando la maggior parte della giornata alla ricerca di cibo ed acqua e ritirandosi sul far della sera su posatoi al riparo fra la vegetazione.

### Alimentazione
La dieta della vedova del paradiso del Togo è essenzialmente granivora, componendosi in massima parte di semi rinvenuti al suolo, nonché sporadicamente di piccoli insetti ed invertebrati.

### Riproduzione
La stagione degli amori va da ottobre a gennaio: durante questo periodo, i maschi esibiscono una livrea nuziale molto sgargiante e divengono fortemente territoriali nei confronti dei conspecifici del medesimo sesso, esibendosi in lek con canti e voli rituali al fine di accoppiarsi col maggior numero possibile di femmine.
Questa specie mostra parassitismo di cova nei confronti dell'astro aligialle: le femmine depongono nei nidi incustoditi di questi uccelli da 1 a 4 uova, per poi allontanarsene e disinteressarsi completamente del destino della prole.

I pulli, ciechi ed implumi alla schiusa (che avviene a circa due settimane dalla deposizione), presentano caruncole ai lati della bocca e disegni golari in tutto e per tutto simili ai propri fratellastri: le due specie convivono nel nido per tutto il periodo giovanile, con le giovani vedove che seguono il ciclo vitale della specie parassitata (svezzamento e involo attorno alle tre settimane di vita ed indipendenza pochi giorni dopo) e spesso dopo il raggiungimento dell'indipendenza rimangono nello stesso stormo.

## Distribuzione e habitat
Come intuibile dal nome comune, la vedova del paradiso del Togo è diffusa in Togo, occupando però più in generale la porzione occidentale della Guinea (Sierra Leone, area di confine fra Guinea e Liberia, Costa d'Avorio, Ghana), con avvistamenti isolati nell'area di confine fra Mali e Burkina Faso, nel Camerun centrale e nel nord del Benin.
L'habitat di questi uccelli è rappresentato dal limitare delle aree boschive con presenza di savana ed aree erbose aperte.